# Eu e a Aldeia
Eu e a Aldeia é uma pintura do pintor russo Marc Chagall. O quadro surrealista foi pintado em 1911, embora neste ano ainda não existisse oficialmente o Surrealismo. O nome foi atribuído à obra por Guillaume Apollinaire, um dos melhores amigos do seu autor.
Hoje em dia, esta obra, considerada a mais famosa de Marc Chagall e uma das mais famosas de todo o Mundo e de toda a história da arte, encontra-se exposta no MoMA, na cidade de Nova Iorque.
Pintado a óleo, o quadro constitui-se por uma suave e harmoniosa composição, onde as memórias e pequenas lembranças aparecem por ordem com se sequência tivessem: em primeiro plano aparece uma grande face masculina verde, que ocupa quase toda a margem direita da obra, observando íntima e carinhosamente uma cabra ou uma vaca que se encontra a ser ordenhada. No segundo plano o espectador pode observar um colorido conjunto de casas, próximas a uma igreja ortodoxa, e nesse conjunto de casas podemos observar 2 casas uma vermelha e outra verde viradas ao contrário perto da igreja e uma violinista a balançar-se, como se fosse uma memória a desaparecer no tempo, e um lavrador com uma camisola preta e umas calças camel, que se passeia com uma enxada pelos campos da Rússia que Chagall tanto conheceu.
Assim, o autor criou um elo entre as memórias do seu local de nascença e a pintura, sendo este quadro uma das primeiras obras surrealistas.